# Gruppe CN

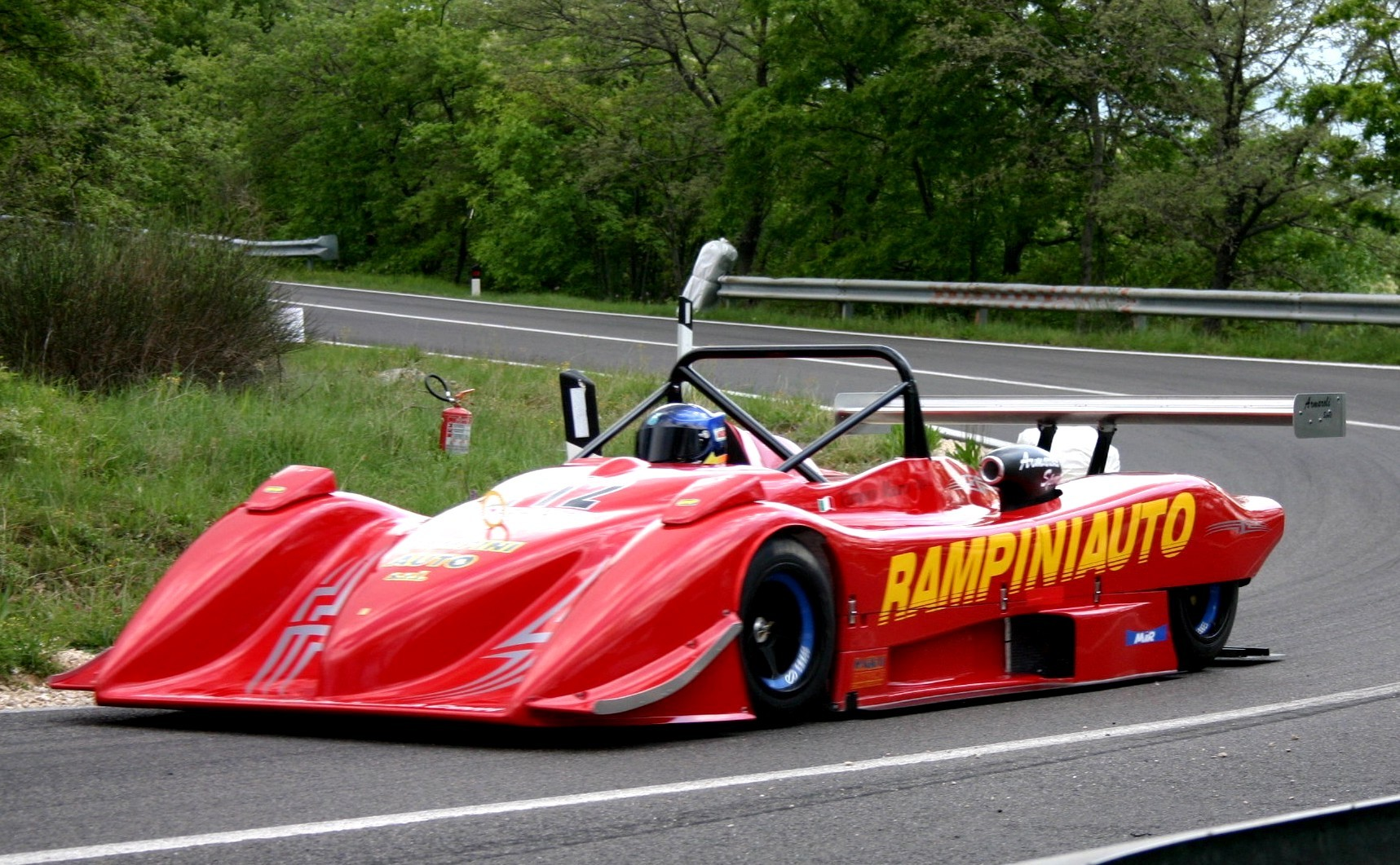
Osella PA20/S in Italien 2006

Die Gruppe CN bezeichnet im Sportwagen-Sport einen ganz bestimmten Bearbeitungsstandard der Fahrzeuge. Ihr Reglement wird durch Artikel 259 des Internationalen Sportgesetzes der FIA bestimmt. Diese Fahrzeuge werden hauptsächlich in Bergmeisterschaften, wie der EBM sowie in nationalen Sport-Prototypen-Meisterschaften eingesetzt.

## Technische Bestimmungen
Die Fahrzeuge der Gruppe CN werden als zweisitzige, offene oder geschlossene Rennwagen definiert. Im Gegensatz zu Formelfahrzeugen müssen aber alle Teile des Fahrzeugs mit einer Karosserie überdeckt sein. Diese darf maximal 2 m breit, 4,8 m lang und 1,03 m hoch sein.
Die Motoren entstammen der Gruppe N und haben einen maximalen Hubraum von 3.000 cm² sowie maximal 6 Zylinder.

## Bekannte Hersteller
- Ligier
- Lucchini
- Martini
- Norma
- Osella
- Radical
- PRC
- Tiga
- Sighinolfi

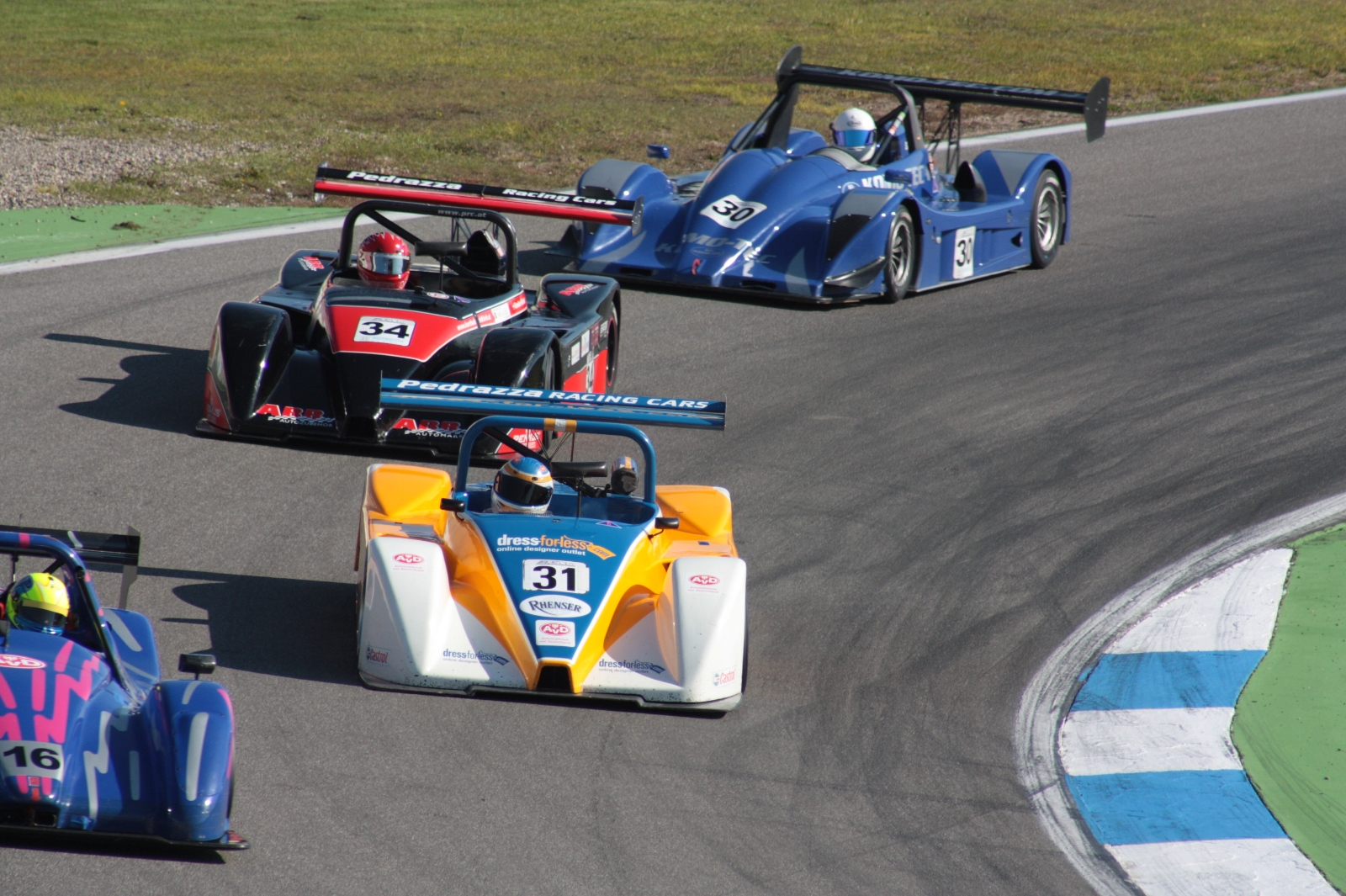
Rennen zwischen mehreren Gruppe-CN-Fahrzeugen

Neben den bekannten Herstellern tauchen auch „Eigenbau-Konstruktionen“ in den Programmheften und Siegerlisten auf. Diese können tatsächlich in Eigenregie hergestellt sein, wobei die Hürden für die Erfüllung der Sicherheitsanforderungen hoch liegen. Teilweise werden aber auch vorfabrizierte Chassis geliefert, und der Hersteller verzichtet auf die Nennung seines Namens. Es kommt auf die Vertragsgestaltung zwischen Rennstall und Lieferant an.
Weniger bekannte Hersteller bauen ein bis zwei Fahrzeuge, und diese fahren so lange es gut geht. Nach einem heftigen Unfall kann die Saison schon mal beendet sein. Dann muss der Fahrer warten, bis ein neues Fahrzeug gebaut ist.